# Wojciech Żórniak
Wojciech Żórniak – dziennikarz muzyczny Głosu Ameryki, radiowy prezenter Listy Przebojów Billboardu.

## Życiorys
Na emigracji w Stanach Zjednoczonych przebywa od roku 1985. W latach dziewięćdziesiątych XX w. korespondent Listy Przebojów Programu III Polskiego Radia. Autor wywiadów z muzykami, w tym z Leonardem Cohenem.
W roku 2002 został odznaczony Złotym Krzyżem Zasługi za działalność polonijną. Poprowadził ostatnią w historii sekcji polskiej (przed jej zamknięciem w roku 2004) audycję Głosu Ameryki z Waszyngtonu.